# Diamant Yaoundé
Il Diamant Yaoundé è una squadra di calcio camerunese, con sede a Yaoundé, capitale del Camerun.

## Storia
Il Diamant Yaoundé è stato fondato nel 1953 nella capitale camerunese. Nella sua storia il Diamant Yaoundé ha vinto un campionato camerunese di calcio nel 1966 e tre coppe del Camerun nel 1964, 1971 e 1972.
La società dopo aver ottenuto un secondo posto nel campionato del 1991, retrocede nella stagione successiva nelle categorie inferiori, raggiungendo comunque la finale di Coppa del Camerun nel 1992.
Ha partecipato anche all'edizione del 1987-1988 della Coppa delle Coppe d'Africa, giungendo in semifinale, perdendo l'accesso alla finale continentale contro il Club Athlétique Bizertin.
Nel 1992 ha partecipato alla CAF Cup, giungendo al secondo turno, eliminata dal Mbongo Sports.

## Palmarès

### Competizioni nazionali
- Campionato camerunese: 1

1966
- Coppa del Camerun: 3

1964, 1971, 1972

### Altri piazzamenti
- Campionato camerunese:

Secondo posto: 1991
- Coppa del Camerun:

Finalista: 1973, 1987, 1989, 1992
- Coppa delle Coppe d'Africa:

Semifinalista: 1988